# Castelsarrasin

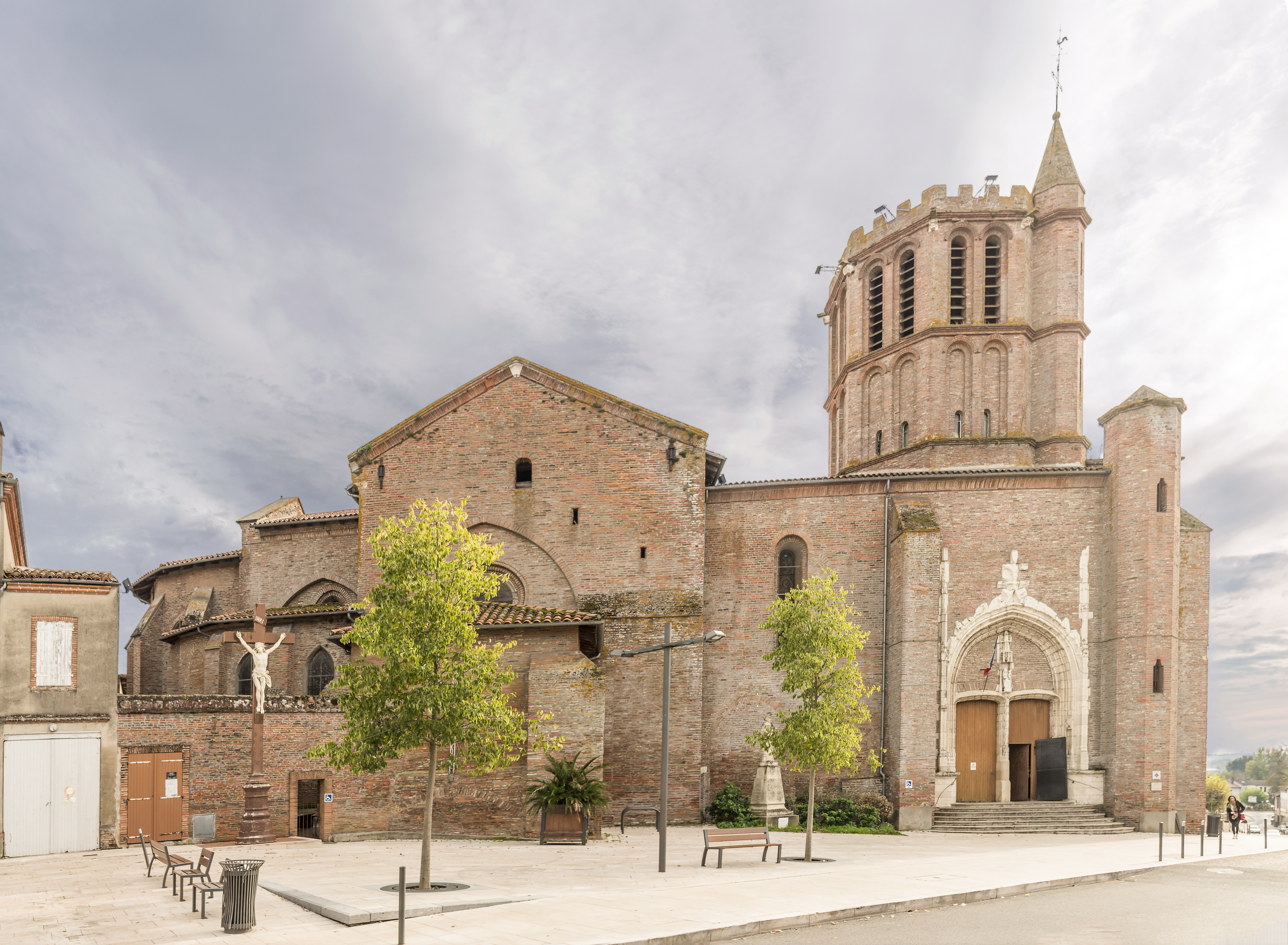
Kirche Saint-Sauveur

Castelsarrasin (manchmal auch Castelsarrazin geschrieben, okzitanisch Los Sarrasins) ist eine französische Gemeinde mit 14.335 Einwohnern (Stand 1. Januar 2022) im Département Tarn-et-Garonne in der Region Okzitanien; sie ist Verwaltungssitz des Arrondissements Castelsarrasin und des Kantons Castelsarrasin.

## Geografie
Die Stadt liegt am rechten Ufer des Flusses Garonne. Unmittelbar durch die Stadt verläuft auch der Canal latéral à la Garonne (deutsch: Garonne-Seitenkanal).

## Geschichte
Die erste Erwähnung von Castelsarrasin stammt aus dem Jahr 961, als Graf Raimund I. von Rouergue testamentarisch die Kirche Saint-Sauveur dem Kloster in Moissac vermachte. Der hiererwähnte Name Castel Sarracenum deutet jedoch nur scheinbar auf eine Festung hin, die mit den Sarazenen in Verbindung stand. Eine schlüssige Erklärung des Namens existiert nicht.
Antoine de la Mothe Cadillac, der Gründer von Detroit und Gouverneur von Louisiana, war nach seiner Rückkehr aus Amerika im Jahr 1723 Statthalter von Castelsarrasin.
Als sich Frankreich im Zweiten Weltkrieg unter deutscher Besatzung befand, wurde Fabienne Frayssinet, die Tochter des Bürgermeisters und antikommunistische Schauspielautorin der Jeunesse agricole chrétienne, 1944 Mitglied der mit den Nazis kollaborierenden Milice française.

## Bevölkerungsentwicklung
| Jahr      | 1962   | 1968   | 1975   | 1982   | 1990   | 1999   | 2006   | 2009   | 2016   |
| Einwohner | 10.388 | 11.318 | 10.752 | 10.924 | 11.317 | 11.352 | 12.740 | 13.442 | 13.929 |

## Verkehr
Castelsarrasin hat einen Bahnhof an der Bahnstrecke Bordeaux–Sète und wird im Regionalverkehr mit TER-Zügen von und nach Agen und Toulouse-Matabiau bedient. Hinter Castelsarrasin zweigt die 	Bahnstrecke Castelsarrasin–Beaumont-de-Lomagne ab.

## Sehenswürdigkeiten
- Die Kirche Saint-Sauveur
- Die Kirche Saint-Jean
- Die Kapelle Notre-Dame d’Alem
- Hafen Jacques Cousteau am Garonne-Seitenkanal

## Städtepartnerschaften
- Castelsarrasin hat 2007 mit der italienischen Gemeinde Fiume Veneto eine Städtepartnerschaft geschlossen.

## Persönlichkeiten
- Renée Canavaggia (1902–1996), Astronomin und Übersetzerin
- Antoine Laumet (1658–1730), Offizier und Abenteurer, Gründer von Detroit, Gouverneur von Louisiana
- Jean-Martin de Prades (um 1720–1782), Philosoph und Mitarbeiter an der Encyclopédie
- Jean Dezos de la Roquette (1784–1868), Geograf
- Charles de Mazade-Percin (1820–1893), Historiker
- Henri Rieunier (1833–1918), Admiral und Marineminister
- Henri Pottevin (1865–1928), Laborleiter im Institut Pasteur, Bürgermeister von Castelsarrasin, Abgeordneter und Senator
- Antonin Delzers (1873–1943), Träger des Prix de Rome (1900)
- Gaston Bénac (1881–1968), Sportjournalist
- Adrien Alary (1897–1982), Politiker, in Castelsarrasin gestorben
- Marcelle Duba (1899–1981), Dichterin
- Louis de Guiringaud (1911–1982), Diplomat und Außenminister
- Pierre Perret (* 1934), Chansonsänger